# Fred R. Wilson
Fred R. Wilson (* im 20. Jahrhundert; † 12. April 1994) war ein US-amerikanischer Tontechniker, der 1954/1955 und 1967/1968 jeweils mit einem Oscar für technische Verdienste ausgezeichnet wurde.
Wilson, der seinerzeit für das Samuel Goldwyn Studio Sound Department arbeitete, wurde bei den 27. Academy Awards mit der sogenannten Class III-Auszeichnung, einem Oscar-Zertifikat, ausgezeichnet. Der Oscar für technische Verdienste würdigt herausragende Leistungen auf dem Gebiet der Verbesserung technischer Geräte und Methoden in der Filmwirtschaft. Wilson erhielt die Auszeichnung für seinen „Entwurf und die Konstruktion eines variablen Mehrband-Equalizers“ („For the design of a variable multiple-band equalizer“). Die Verlesung der Auszeichnung übernahm die Schauspielerin Lauren Bacall.
Bei den 40. Academy Awards 1967 wurde Wilson erneut in der vorgenannten Kategorie ausgezeichnet, diesmal „für eine Audio-Höhenklemme“ („For an Audio Level Clamper“), die das Abgleiten eines Höhenschiebers durch Feststellung der Standard-Aufnahmehöhe verhindert.
Über Wilson Ausbildung, seine berufliche Karriere und darüber, was er sonst noch tat, liegen keine Erkenntnisse vor.